# Анчоус плямистий
Анчоус плямистий (Myctophum punctatum) — вид міктофових риб.

## Поширення
Вид поширений на півночі Атлантичного океану та у Середземному морі. Трапляється на глибині до 1000 м. У сутінках здійснює міграції до поверхні моря.

## Опис
Дрібна рибка, завдовжки до 11 см. Колір тіла сріблястий. Задній кінець верхньої щелепи вузький, хвостова ніжка вдвічі довша ніж широка. Риба має ряди світних органів вздовж нижньої половини тіла та на верхній частині голови. Хвостовий плавець роздвоєний, з невеликим жировим плавцем позаду спинного. У самців на верхній частині ніжки хвостового плавця є три світних органи, у самиць — від 2 до 6 на нижній стороні. Вони виділяють блідо-блакитне світло. Органи, що світяться, утворюються лише тоді, коли рибка досягає завдовжки 2 см.

## Спосіб життя
Риба відкритого океану, яка живе на глибинах приблизно від 225 до 750 метрів протягом дня, але мігрує на глибину 125 метрів вночі, щоб знайти корм. Харчується в основному веслоногими рачками , евфаузіїдами, крабовими личинками, ікрою риб і мальком. Статевої зрілості риби досягають, коли досягають п'яти сантиметрів у довжину. Нерестовий період триває з квітня по липень. Залежно від розміру тіла самиці відкладають від 800 до 900 яєць.